# Åsby, Kumla socken
Åsby var en medeltida gård i Kumla socken, Östergötland, Lysings härad inom nuvarande Mjölby kommun som bestod av 4 1⁄8 mantal (194 hektar). 
År 1394 bytte riddaren Magn. Lofwasson hela ägolotten i Åsby till Vadstena kloster. Kapellanbostaden består av 5⁄8 mantal och ägs av Linköpings domkapitel. 1 mantal har varit regementsfältskärsbostad men är sedan länge indragen till staten.